# Hình tượng con cừu trong văn hóa
Cừu vốn được biết đến nhiều ở nhiều nơi trên thế giới, đặc biệt là văn hóa phương Tây nơi những con cừu trở thành loại gia súc phổ biến nhất của ngành chăn nuôi. Trong văn hóa Á Đông thì cừu cũng được xếp là một trong lục súc cùng với dê. Trong ngôn ngữ, nếu gọi cho ai đó một con cừu hoặc con cừu non có thể ám chỉ hay liên tưởng rằng họ là người ngoan ngoãn phục tùng, nếu không muốn nói rằng chính là những người ngu ngốc.
Dân gian xưa cũng cho rằng cừu là loài ít có cầu tiến, khó làm chủ, hay yếu đuối, hay ỷ lại và hay làm theo sự sai bảo của người khác. Về tính cách cừu, phẩm chất của cừu thì cừu có tính cách nhu nhược, bạc nhược, đớn hèn, bản năng sinh tồn kém, không có tính chiến đấu, không có phẩm chất kháng cự, không có tư duy và năng lực làm chủ, cừu tượng trưng cho sự an phận và nô lệ.
Mặt khác, trái ngược với hình ảnh hiền lành và nhút nhát thì con cừu đực đôi khi cũng được sử dụng như là biểu tượng của sự tráng dương cho sinh sản. Mặc dù biểu tượng của St Louis Rams và Dodge Ram ám chỉ đặc biệt để con đực của loài cừu Bighorn (ovis canadensis), trong văn hóa, Cừu là con vật đứng đầu trong biểu tượng 12 cung Hoàng đạo ở Phương Tây, trong đó cung đầu tiên có tên là Bạch Dương (Aries), ký tự là một con cừu núi, Cừu còn hiện diện rất sâu đậm trong tín ngưỡng của Kitô giáo là hình ảnh biểu tượng cho những người Kitô hữu với hình tượng con chiên được Thiên Chúa chăn dắt, cừu non cũng là biểu tượng cho sự vô nhiễm nguyên tội theo quan niệm của Công giáo.

## Tổng quan
Trong các loài vật, Cừu là một trong những loài gia súc được con người thuần hóa sớm nhất để lấy lông, thịt, sữa, mỡ và da. Đàn cừu trên thế giới hiện nay là trên 1 tỷ con. Cừu có nhiều khả năng được thuần hóa từ loài hoang dã mouflon của châu Âu và châu Á. Một trong những động vật được thuần hóa sớm nhất để phục vụ cho mục đích nông nghiệp như lấy len, thịt và sữa. Cừu là một trong số ít động vật được nuôi để lấy thịt ngày nay nhưng chưa bao giờ được chăn nuôi phổ biến để lấy thịt. Lông cừu là loại sợi động vật được sử dụng rộng rãi nhất, và thường được thu hoạch bằng cách cắt lông. Thịt cừu được gọi là cừu tơ khi lấy từ các con nhỏ và mutton khi lấy từ các con già hơn. Cừu vẫn là một loại gia súc cung cấp thịt và lông quan trọng cho đến ngày nay, và người ta cũng lấy da, sữa và động vật cho nghiên cứu khoa học.

## Trong Tín ngưỡng
Trong thời cổ đại, biểu tượng cừu liên quan đến cừu nảy sinh trong các tôn giáo ở Cận Đông, Trung Đông và khu vực Địa Trung Hải, trong tôn giáo Ai Cập cổ đại, trong văn hóa Phoenician, trong Do Thái giáo và trong tôn giáo Hy Lạp. Biểu tượng tôn giáo và nghi lễ liên quan đến cừu bắt đầu với một số các tôn giáo đầu tiên được biết như Hộp sọ của cừu được đặt vị trí trung tâm của các đền thờ trong khoảng 8.000 trước Công nguyên. Người Hy Lạp và La Mã cũng đã hiến tế cừu thường xuyên trong các lễ nghi tôn giáo.

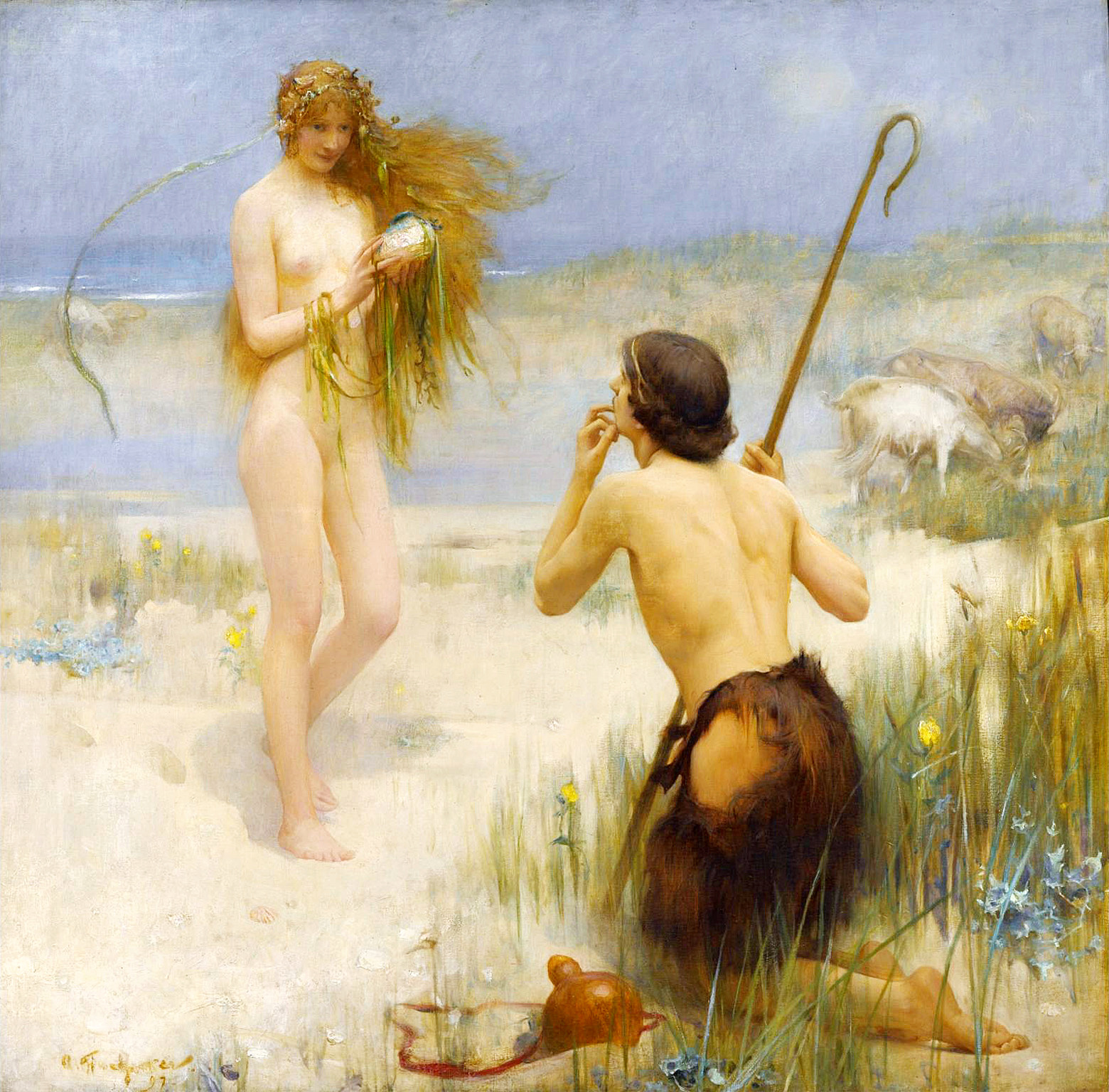
Những câu chuyện thần thoại Hy Lạp và Kito giáo có liên quan nhiều đến cừu

Trong tôn giáo Ai Cập cổ đại, cừu là biểu tượng của nhiều vị thần như Khnum, Heryshaf và Amun (hóa thân như là một vị thần sinh sản - Đấng Sáng tạo, có biểu tượng là thần Đầu Cừu), thần Hapy - Thần sông Nin có đầu cừu, Thần Ra là thần Mặt Trời, buổi sáng là con bọ hung đẩy đĩa mặt trời lên, trưa và chiều là chim ưng đội đĩa mặt trời, tối là con cừu đực lăn đĩa mặt trời xuống núi. Nhiều vị thần khác đôi khi thể hiện với các tính năng của cừu bao gồm: nữ thần Ishtar (thần chiến tranh) của người Hitite, thần Baal-Hamon của người Phoenician, và thần Babylon có tên là Ea-Oannes. Ở Madagascar, người ta không ăn cừu vì người dân coi cừu là hiện thân của các linh hồn của tổ tiên.
Một sinh vật truyền thuyết là Cây cừu (tiếng Latin: Agnus scythicus) là một động vật hình cây huyền thoại của Trung Á, được tin là có quả là con cừu Cừu kết nối với cây bằng một dây rốn và ăn thực vật ở vùng đất xung quanh cây. Khi hết thực vật thì cả cây và cừu đều chết. Mặc dù hình ảnh cây cừu này bắt nguồn từ suy nghĩ của con người thời Trung cổ nhằm giải thích cho sự tồn tại của sợi bông nhưng cơ sở của huyền thoại lại là một loài cây có thật, cây này có nhiều tên gọi khác nhau như cừu Scythia, Borometz, Barometz hay Borametz trong đó, ba cách gọi cuối đều là cách viết khác nhau với ý nghĩa địa phương là cừu. "Con cừu" được tạo ra bằng cách cắt bỏ lá dương xỉ khỏi một đoạn ngắn trên phần thân rễ phủ đầy lông mịn như len của cây. Sau khi lật ngược thân rễ lên thì cái cây ban đầu trông giống một cách lạ thường với một con cừu len có chân là các cuống lá bị cắt đứt.

## Thần thoạiHy Lạp
Trong 12 cung Hoàng Đạo, Bạch Dương hay còn gọi là Dương Cưu (Aries) là cung đầu tiên của vòng Hoàng đạo. Biểu tượng cho cung này là con cừu đực có bộ lông vàng. Cung Hoàng đạo này dự trên chòm sao cùng tên, Chòm sao này biểu tượng cho con cừu lông vàng trên bầu trời trong thần thoại Hy Lạp, đang cõng Frix và Hellé là hai người con của vua, bị mẹ ghẻ hất hủi. Cả người Babylon cổ, người Ai Cập cổ, người Ba Tư cổ cũng nhìn thấy hình ảnh con cừu trong chòm sao này.

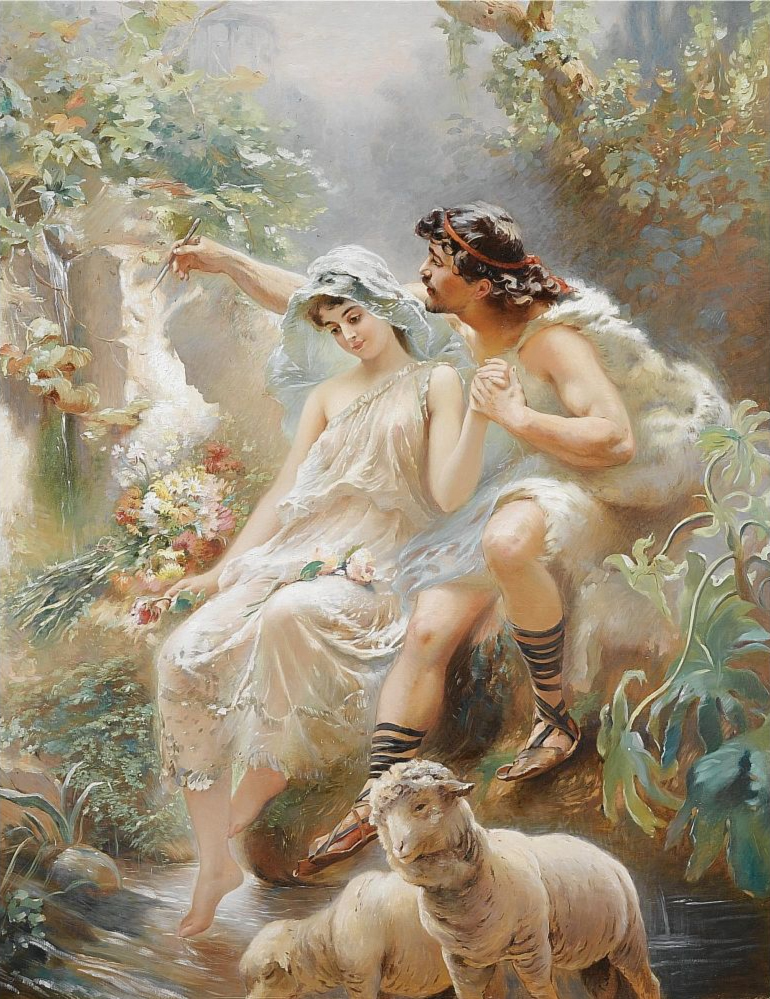
Cảnh chăn cừu trong thời kỳ Hy Lạp

Trong Thần thoại Hy Lạp có điển tích về con cừu và lý giải về cung Hoàng đạo Bạch Dương. Có nhiều điển tích khác nhau về cung Bạch Dương. Trong đó, điển tích về câu chuyện tại xứ Beotie liên quan đến chuyện gia đình, nơi mà Nephele đã phái đến một người bảo vệ đội lốt con cừu có bộ lông bằng vàng gọi là Aries do thần Zeus tặng cho bà. Ngày tế lễ đến, con cừu bảo Phrixus và Helle ngồi trên lưng và bỏ chạy khỏi Hy Lạp, bay qua đại dương. Chẳng may Helle bị rơi chết ở một eo biển (nơi nàng chết được gọi là Hellesponte). Phrixus sống sót, được con cừu đưa đến vương quốc Colchis ở châu Á xa xôi. Vua Aietes và hoàng hậu ở đây hiếm muộn, chỉ có một con trai duy nhất nên nhận chàng làm con nuôi. Aietes có hai con gái và một con trai. Sau khi đã trưởng thành, Phrixus cưới đại công chúa của vương triều Colchis là Chalciope.
Để tạ ơn thần Zeus, chàng tế lễ con cừu và treo bộ lông cừu ở vị trí đặc biệt có con rồng không bao giờ ngủ canh giữ tại Colchis. Còn Zeus thì đem Aries lên bầu trời làm một chòm sao (có hình dáng phá cách của cái sừng cứu) để tôn vinh lòng can đảm của con vật. Dân gian đồn rằng quốc gia nào có bộ lông cừu vàng, quốc gia đó sẽ mãi mãi sống trong thái bình thịnh trị. Vì thế, chàng Jason từ Hy Lạp đã cùng những vị anh hùng khác thực hiện chuyến viễn du tới phương Đông bằng chiếc tàu Argo (Ἀργώ), hòng chiếm được bộ lông quý báu. Câu chuyện của những thủy thủ Argonos bắt đầu từ đây.

## Trong Kinh Thánh

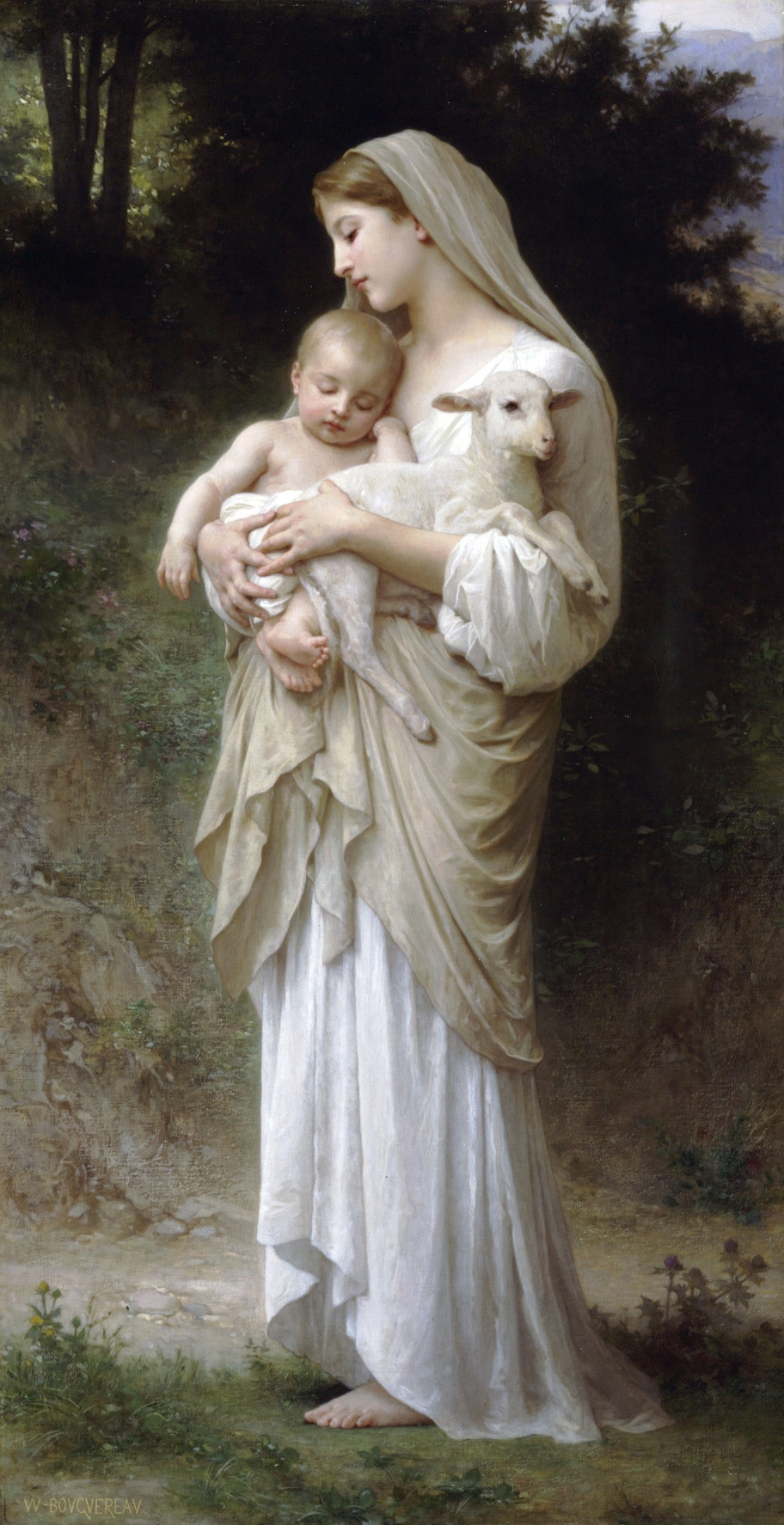
Trong Kinh Thánh, cừu non cùng trẻ sơ sinh là biểu tượng cho vô nhiễm nguyên tội (Innocence)

Cừu đóng một vai trò quan trọng trong tất cả các tôn giáo khởi thủy từ Abraham gắn liền với các nhân vật như Abraham, Isaac, Jacob, Moses, Đa-vít và các tiên tri Hồi giáo Muhammad là tất cả các mục đồng. Theo những câu chuyện Kinh Thánh về Isaac có một con cừu đực (cừu đực) như là sự hy sinh như một sự thế mạng cho Isaac sau khi một thiên thần giữ lấy tay của Abraham (điều này còn ảnh hưởng đến truyền thống Hồi giáo, Abraham sắp hy sinh Ishmael). Eid al-Adha là một lễ hội hàng năm lớn trong Hồi giáo trong đó cừu được hiến tế nhớ đến hành động này. Cừu cũng đôi khi hy sinh để kỷ niệm sự kiện tôn giáo quan trọng trong nền văn hóa Hồi giáo, và dân Do Thái giáo cũng một lần hiến tế cừu như một Korban (hy sinh) cũng như các nghi lễ shofar - vẫn thấy một sự hiện diện trong truyền thống Do Thái hiện đại.
Trong Kinh Thánh kể về chuyện Chúa giáng sinh trong hang đá ngày lễ giáng sinh hình tượng các con thú vật đứng nằm chung quang đứa bé Giêsu được dựng bày chung quanh luôn có con Cừu cùng với con Lừa và con Bò là nhân chứng cho việc sinh đẻ này. Chúa Giêsu được mô tả như là kẻ chăn dắt với những con cừu là Kitô hữu hay còn gọi là con chiên. Tín đồ của Kitô giáo thường được gọi chung là một đàn chiên cần kẻ chăn dắt thông qua các dụ ngôn, một số thánh Kitô giáo được coi là người chăn chiên và thậm chí cả con cừu của chính mình, tức là tự chăn dắt, tự răn chính mình. Trong thuật ngữ Tin lành có chức danh Mục sư có nguồn gốc từ tiếng Latin là người chăn chiên, trong đó từ Mục có nghĩa là đồng.
Trong kinh thánh có kể câu chuyện khi Jacob lúc này làm nghề chăn cừu và trong một dịp, ông dến Haran, ông ta nhìn thấy một tốp các mục đồng đang chăn cừu và gặp cô con gái nhỏ nhắn là Rachel (tiếng Do Thái: רחל, phát âm: Raḥel, Rāḫēl, Rāḥēl, Raḥel, có nghĩa là cừu) con của Laban, người em họ đầu tiên của Jacob, Rachel đang làm việc chăn cừu và may mặc áo lông trừu. Trong thấy Rachel, Jacob yêu cô ngay lập tức, và sau đó một tháng Jacob cầu hôn Rachel.
Hình ảnh con chiên, con dê rất gần gũi với người Do Thái giáo và Kitô giáo từ mấy ngàn năm nay. Chúa Giêsu chào đời trong máng cỏ tại một hang có nhiều dê, chiên, lừa... thở hơi ấm. Ngoài ra, hình ảnh con chiên hy sinh, nhận lãnh làm của đền tội cho dân Do Thái không một lời than van thực ra là hình ảnh của chúa Giêsu gánh nhận trên vai mọi tội lỗi của nhân loại, như lời tiên tri Isaia đã nói trước 700 năm: "Người đã gánh mọi tội ác, mọi yếu đuối trên mình". Cũng chính vì sự so sánh này mà hàng ngày các giáo dân thường cầu nguyện "Lạy Chiên Thiên Chúa, Đấng xóa tội trần gian, xin thương xót chúng tôi..." (Kinh Thương Xót). Trong Kinh Thánh còn cho thấy dê chính là vật cưng của Quỷ Satan (Baphomet).
Cừu được nhắc đến trong kinh Cựu ước thông qua câu chuyện về Chúa gọi và chọn ông Áp-ra-ham để khởi đầu cho một dân riêng của Chúa. Chúa đã truyền cho ông Ap-ra-ham tìm vật đính ước gồm một con bò cái ba tuổi, một con dê cái ba tuổi, một con cừu đực ba tuổi, một chim gáy, và một bồ câu non làm vật tế lễ để thiết lập giao ước, các con vật phải ở hạn ba tuổi là vì chúng đang trong thời kỳ tinh tuyền, không vết nhơ, và không bị uế tạp. Trong kinh Tân Ước con số tám ngày liên quan đến chuyện con cừu trong Cựu ước. Chúa đã nói với Mô-sê rằng Bê, chiên, hay dê, sau khi sinh, sẽ ở với mẹ nó bảy ngày, từ ngày thứ tám trở đi, nó sẽ được đoái nhận làm lễ tiến, làm lễ hỏa tế dâng Chúa (Lv 22:27). Ma-ri-a và Giu-se đã không tiến dâng một con dê hay con cừu, nhưng đã tiến dâng một đôi chim bồ câu non thể theo luật truyền dạy. Giao Ước cũ trong Cựu ước là máu của chiên, bò, và dê. Giao Ước mới trong Tân ước thì không dùng máu súc vật nữa.

## Phương Tây
Trong văn hóa đại chúng phương Tây, Cừu là biểu tượng quan trọng trong nhiều câu truyện, những câu nói ngụ ngôn như Sói đội lốt cừu, hoặc những câu chuyện ngụ ngôn kể về sói và cừu. Câu chuyện con cừu và con chó sói của La Fontaine của Pháp đã mô tả nổi bật lên tính chất hiền lành, nhút nhát cũng là một đặc điểm tiêu biểu cho tính nết của loài cừu nhưng ông không nói đến sự thân thương của loài cừu.
Đếm cừu là một cách thức phổ biến để giúp ru ngủ người ta trò chơi này tồn tại từ lâu trong lịch sử, ngoài ra ở phương Tây còn có trò chơi nhảy cừu. Trong ngôn ngữ, thuật ngữ Cừu đen dùng để chỉ về một cá thể khác biệt trong một tập thể và gắn với nghĩa tiêu cực với các tai tiếng, nổi loạn, ương ngạnh, thuật ngữ này bắt nguồn từ sự hiện diện không điển hình và không mong muốn của cá nhân đen khác trong đàn cừu trắng. Người ta cũng dùng từ lóng là những con cừu ngoan ngoãn (sheeple) để chỉ về nông dân chấp nhận hoặc cam chịu các chính phủ độc đoán, Ngô Bảo Châu cũng từng phát biểu rằng: 
| “ | Bám theo lề là việc của con cừu, không phải việc của con người tự do | ” |

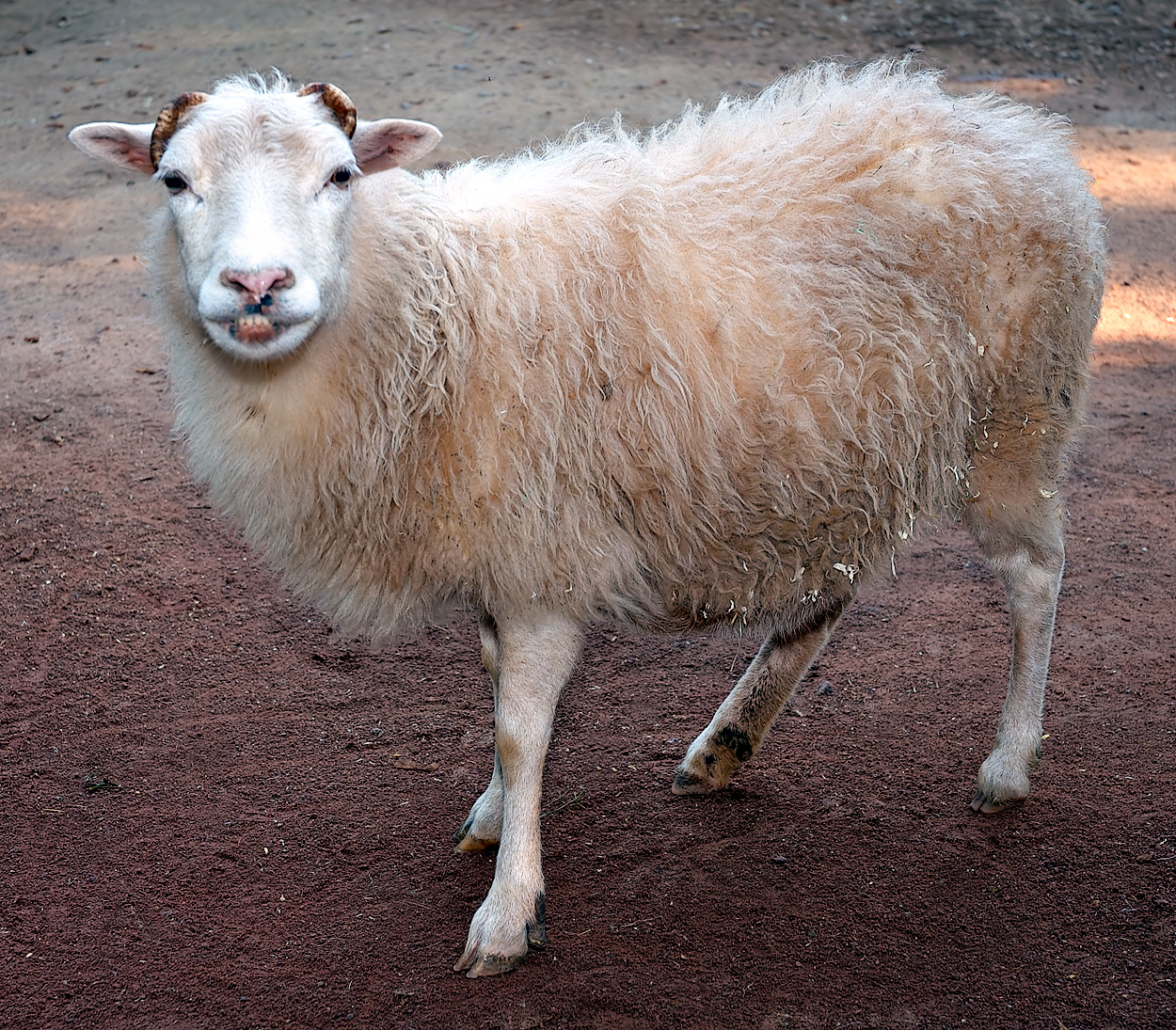
Cừu tượng trưng cho sự ngoan ngoãn và hiền lành

Huy hiệu của khu tự quản Kujalleq mô tả đầu của một con cừu đực tượng trưng cho các trang trại nuôi cừu trong khu vực, một trong các lĩnh vực quan trọng nhất của nền kinh tế Kujalleq. Phần cao nhất bao gồm mặt trời và quốc kỳ Greenland. Cách phối màu tương tự như quốc kỳ. Huy hiệu được thông qua từ tháng 8 năm 2008.
Trong tiểu thuyết Trại súc vật của George Orwell có mô tả về những con cừu mà chúng có tầm hiểu biết hạn chế về tình hình nhưng lại mù quáng ủng hộ các lý tưởng của con heo mang tên Napoleon đầy dã tâm và tham vọng. Chúng thường nhắc đi nhắc lại câu "bốn chân tốt, hai chân xấu" đã được nhồi sọ. Ở cuối truyện, một trong Bảy điều răn được sửa sau khi những con lợn đã học đi trên hai chân sau và câu nói của chúng đổi thành "bốn chân tốt, hai chân tốt hơn". Những con lợn có thể dựa vào chúng để tiêu diệt bất kỳ sự phản kháng nào từ những con vật khác.
Ngoài ra còn có bộ phim Sự im lặng của bầy cừu (tiếng Anh: The Silence of the Lambs) là một bộ phim kinh dị được dàn dựng vào năm 1991 do Jonathan Demme đạo diễn với sự tham gia của các ngôi sao điện ảnh Jodie Foster, Anthony Hopkins, Scott Glenn, Anthony Heald và Ted Levine. Bộ phim được xây dựng dựa theo tiểu thuyết cùng tên của Thomas Harris. Nhân vật gây ấn tượng nhất trong phim là bác sĩ Hannibal Lecter do Anthony Hopkins thủ vai.
Trong bộ phim Jacquou, người nông dân nổi dậy có hình ảnh các con cừu bay lên trước vó ngựa phi và họng súng của người nhà Nansac biểu hiện tự do vươn lên trước họng súng và sự chà đạp của những kẻ ác độc (đoạn La Ramée bị giết ở tập 5) và hình ảnh Jacquou khi bé bản cũ và Jacquou khi lớn bản mới đều ôm một con cừu trắng tinh khôi, biểu hiện hình ảnh đẹp trong sáng của nhân vật. Ở bản mới là hình ảnh Jacquou suy tư nhìn bên ngoài cửa sổ.

## Nhật Bản
Nhật Bản là một trong số ít những quốc gia Đông Á chọn Cừu làm con vật may mắn thay dê, người Nhật chọn con Cừu là biểu tượng của năm mới tiếp theo, người Nhật coi đó là một biểu tượng của hòa bình và sự thịnh vượng. Họ cũng quan niệm rằng những người sinh ra trong năm của cừu là hào phóng, tốt bụng, và dễ dàng xúc động trước nỗi bất hạnh của người khác. Đây cũng là những người nhu mì, và hơi nhút nhát, mọi thứ diễn ra rất suôn sẻ trong cuộc sống, họ xuất hiện đầy duyên dáng, nếu là nghệ sĩ, và tràn đầy năng lượng, sáng tạo, nếu là người lao động bình thường. Dường như mọi người sinh ra trong năm của cừu thường u sầu và đa cảm. Họ luôn luôn nhìn vào thế giới một cách thụ động, vì hiền lành nên dễ bị lợi dụng, nhạy cảm quá đỗi khiến bản thân bị phụ thuộc. Con người sinh ra trong năm của cừu là giỏi che đậy sự yếu đuối và hay khôn vặt.

## Truyền thông
Trong loạt phim Chú cừu Shaun dành cho trẻ em của Anh sản xuất bởi Aardman Animations, và ủy quyền bởi BBC và WDR được sản xuất theo công nghệ hoạt hình búp bê được coi là một thành công rất lớn trên toàn thế giới có mô tả về nhiều con cừu xinh xắn, như chú cừu Shaun là chú cừu thông minh nhất trong đàn. Shirley là một cô cừu ăn bất cứ thứ gì, lớn nhất trong đàn. Vì quá to béo nên cô thường bị mắc kẹt và cần những chú cừu khác đẩy hộ, kéo hoặc thậm chí lăn cô ra khỏi chỗ bị kẹt, thậm chí bằng cách sử dụng thiết bị điện ở vài tập phim. Shirley có giọng rất trầm.
Timmy là em họ của Shaun và là chú cừu con nhỏ nhất trong đàn. Chú thỉnh thoảng lại là trung tâm của vài chuyện rắc rối. May mắn là mẹ của chú là luôn ở đó để giữ cho chú được an toàn. Chú cũng là nhân vật chính của loạt phim Timmy Time. Mẹ của Timmy là cô cừu cái có mái tóc quăn, và đôi khi bất cẩn về nhiệm vụ của một bà mẹ (kể cả chuyện lấy Timmy làm cọ vẽ). Nhưng khi con cô bị lạc, cô ấy không nguôi ngoai cho đến khi Timmy an toàn trở về. Cô cũng là dì của Shaun và Đàn cừu là những chú cừu còn lại trong đàn. Chúng rất vui vẻ và ham chơi, thường tạo ra những trò nghịch ngợm, làm cho cả Bitzer và Shaun phải thu dọn chiến trường.
Một bộ phim hoạt hình khác của Trung Quốc có tên Cừu vui vẻ và Sói xám cũng nói về những con cừu dễ thương như Hỷ Dương Dương (Cừu Vui vẻ) là con cừu đực mang tên Cừu Vui vẻ là con cừu đầu đàn ở Thảo nguyên Xanh, cừu vui vẻ luôn luôn đeo chiếc chuông trên cổ và đi giày trắng. Cậu là học trò và trợ lý của trưởng thôn Cừu'. Mạn Dương Dương (Cừu Chậm chạp hay Cừu Trưởng thôn) là Trưởng thôn của bầy cừu. Ông là một con cừu uyên bác, là giáo viên của các cừu nhỏ tuổi. Ngoài ra ông còn là một nhà phát minh sáng suốt với phòng thí nghiệm dưới lòng đất. Khi đang phát minh đôi lúc ông có triệu chứng bác học điên. Trong một tập phim Sói xám đang lấy 'Cọng cỏ thông minh' mọc trên đầu khi suy nghĩ sâu xa. Ông chậm hơn cả một con ốc sên và đôi khi dùng nó để làm phương tiện đi lại. Cùng các nhân vật khác.